# Olivier Kapo
Olivier Kapo, właśc. Narcisse-Olivier Kapo-Obou (ur. 27 września 1980 w Abidżanie) – francuski piłkarz grający na pozycji środkowego pomocnika.

## Kariera klubowa
Swoją piłkarską karierę Olivier Kapo rozpoczynał w zespole AJ Auxerre, w którym występował od 1999 do 2004 roku.
Następnie został sprzedany do Juventusu. W sezonie 2005/06 piłkarz pochodzący z Wybrzeża Kości Słoniowej został wypożyczony do AS Monaco, gdzie w 25 spotkaniach zdobył 5 goli, a w następnym sezonie do Levante UD, w barwach którego rozegrał 32 mecze i także zdobył 5 bramek. W sezonie 2007/08 Olivier grał w angielskim Birmingham City, do którego trafił za kwotę 3 milionów funtów.
16 lipca 2008 roku Kapo podpisał trzyletni kontrakt z Wigan Athletic.

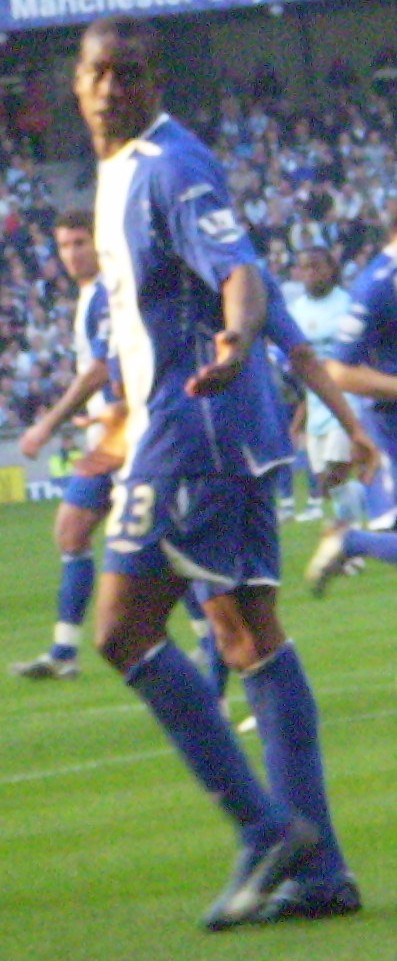
Kapo w barwach Birmingham City F.C.

15 sierpnia 2014 roku Olivier związał się roczną umową z Koroną Kielce. Dla Kapo Korona Kielce była ostatnim klubem w karierze, chociaż w listopadzie 2015 roku przebywał jeszcze na testach we włoskim klubie Aurora Pro Patria 1919. Po zakończeniu kariery prowadził ośrodek treningowy w Abidżanie, w którym szkolił dzieci od 11 do 17 roku życia.

## Statystyki kariery klubowej
Stan na 14 czerwca 2015.
| Sezon   | Klub                 | Kraj      | Rozgrywki        | Mecze | Bramki | Puchary europejskie                 | Mecze | Bramki |
| ------- | -------------------- | --------- | ---------------- | ----- | ------ | ----------------------------------- | ----- | ------ |
| 1998/99 | AJ Auxerre           | Francja   | Division 1       | 1     | 0      | –                                   | –     | –      |
| 1999/00 | AJ Auxerre           | Francja   | Division 1       | 15    | 3      | –                                   | –     | –      |
| 2000/01 | AJ Auxerre           | Francja   | Division 1       | 29    | 4      | Liga Europy UEFA                    | 8     | 1      |
| 2001/02 | AJ Auxerre           | Francja   | Division 1       | 25    | 4      | –                                   | –     | –      |
| 2002/03 | AJ Auxerre           | Francja   | Ligue 1          | 21    | 6      | Liga Mistrzów UEFA Liga Europy UEFA | 6 2   | 1 0    |
| 2003/04 | AJ Auxerre           | Francja   | Ligue 1          | 29    | 2      | Liga Europy UEFA                    | 5     | 1      |
| 2004/05 | Juventus F.C.        | Włochy    | Serie A          | 14    | 0      | Liga Mistrzów UEFA                  | 3     | 0      |
| 2005/06 | AS Monaco (wyp.)     | Francja   | Ligue 1          | 25    | 5      | Liga Mistrzów UEFA Liga Europy UEFA | 1 5   | 0 2    |
| 2006/07 | Levante UD (wyp.)    | Hiszpania | Primera División | 30    | 5      | –                                   | –     | –      |
| 2007/08 | Birmingham City F.C. | Anglia    | Premier League   | 26    | 5      | –                                   | –     | –      |
| 2008/09 | Wigan Athletic F.C.  | Anglia    | Premier League   | 19    | 1      | –                                   | –     | –      |
| 2009/10 | Wigan Athletic F.C.  | Anglia    | Premier League   | 1     | 0      | –                                   | –     | –      |
| 2009/10 | US Boulogne (wyp.)   | Francja   | Ligue 1          | 16    | 2      | –                                   | –     | –      |
| 2010/11 | Celtic F.C.          | Szkocja   | Premier League   | 2     | 0      | –                                   | –     | –      |
| 2010/11 | Al Ahli Ad-Dauha     | Katar     | QSL              | 6     | 2      | –                                   | –     | –      |
| 2011/12 | AJ Auxerre           | Francja   | Ligue 1          | 15    | 4      | –                                   | –     | –      |
| 2012/13 | AJ Auxerre           | Francja   | Ligue 2          | 24    | 8      | –                                   | –     | –      |
| 2013/14 | APO Lewadiakos       | Grecja    | Superleague      | 19    | 2      | –                                   | –     | –      |
| 2014/15 | Korona Kielce        | Polska    | Ekstraklasa      | 27    | 7      | –                                   | –     | –      |